# Publius Cornelius Scipio
Publius Cornelius Scipio (d. 211 î.Hr.) a fost un general roman și om de stat, tatăl fraților Lucius Cornelius Scipio Asiaticus, cunoscut și ca Scipio Asiaticus, și Publius Cornelius Scipio Africanus, cunoscut și ca Scipio Africanus.